# ولاگلوسراز آلفا
وِلاگلوسِـراز آلفا (انگلیسی: Velaglucerase alfa) با نام تجاری «VPRIV» یک آنزیم هیدرولیتیک لیزوزومی اختصاصی برای گلوکوسربروزید و نوعی گلوکوسربروزیداز نوترکیب است که برای آنزیم‌درمانیِ «بیماری گوشه نوع ۱» به‌کار می‌رود. توالی اسیدآمینه‌ای این دارو، دقیقاً مشابه آنزیم اصلی است.
سازمان غذا و دارو آمریکا این دارو را در ۲۶ فوریه ۲۰۱۰ میلادی برای این مصرف خاص مورد پذیرش قرار داد.